# Douwe Klaas Wielenga
Douwe Klaas Wielenga (Nieuwendijk, 11 januari 1880 - Soest, 16 december 1942) was een Nederlandse gereformeerde predikant en zendeling. Hij had in Nederland onder leiding van professor Jonker de Soembanese taal bestudeerd. 

## Uitzending
- In 1904 werd hij uitgezonden als missionair predikant naar Soemba en in september 1904 vestigde hij zich in Kambaniroe en opende daar onder andere een kleine polikliniek voor de Soembanezen.
- In 1907 werd de eerste Soembanese zendingspost geopend in Pajeti (Midden-Soemba). Ook werd een kleine school opgericht. Hij bleef daar tot 1921.
  - Op zijn reizen kwam Wielenga in 1908 in West-Soemba en daar werd in Memboro een schooltje gebouwd. Het was slechts tachtig kilometer van Pajeti maar de reis te paard nam vier dagen in beslag.

## Etnografische collectie
Tijdens zijn verblijf op het eiland verzamelde Wielenga een aanzienlijke collectie etnografische objecten, waaronder meer dan honderd ceremoniële weefsels. Na zijn terugkomst in Nederland schonk hij deze collectie aan het Museum voor Land- en Volkenkunde in Rotterdam. In de tentoonstelling Leven en Dood op Sumba, van najaar 1965 tot de zomer van 1966, werd een groot deel van de Wielenga-collectie tentoongesteld.